# マッサン (スウェーデン)
マッサン（Massan）は、スウェーデンのカーリクス諸島に属する島。ノールボッテン県カーリクスの、カールスボリ南方およそ5マイルの場所に位置する。カーリクス川の河口からやや離れた場所にあり、島内には多数の砂浜がある。河川は一切なく、建造物や居住地は存在していない。
マッサンは1997年より、島およびその周囲の計0.5平方キロメートルがマッサン自然保護区として指定された。島は浅瀬に囲まれている。後氷期回復による隆起により、成長が続いていると考えられている。